# 国道227号
国道227号（こくどう227ごう）は、北海道函館市から北斗市を経由して、檜山郡江差町に至る一般国道である。

## 概要
北海道の三桁国道では最も番号の小さい国道である。国道228号と起終点を同じくし、松前半島沿岸を通過する国道228号に対し、本路線は渡島半島を横断するコースをとる。

### 路線データ

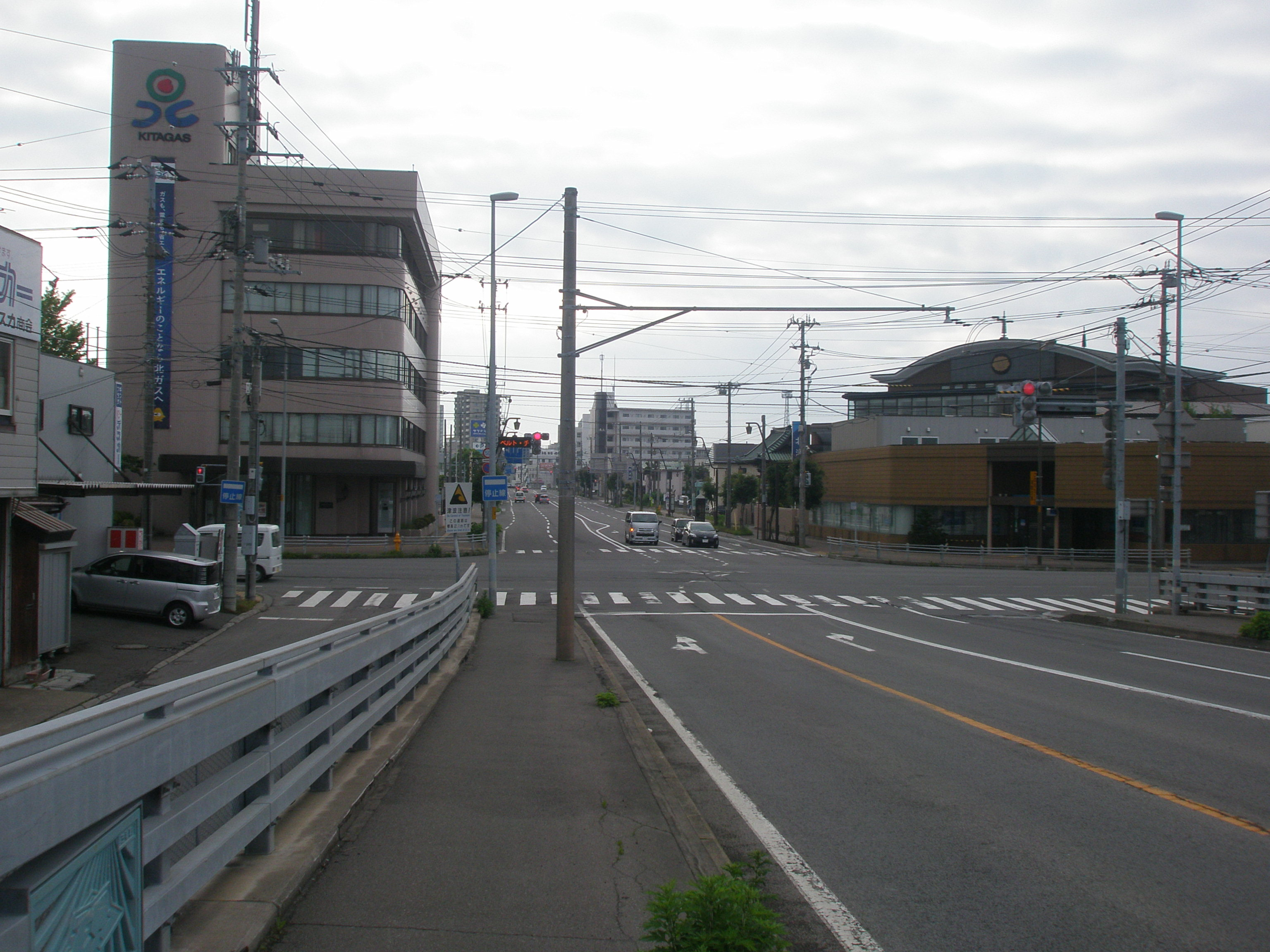
国道227号・起点
国道5号交点（万代こ跨線交差点）

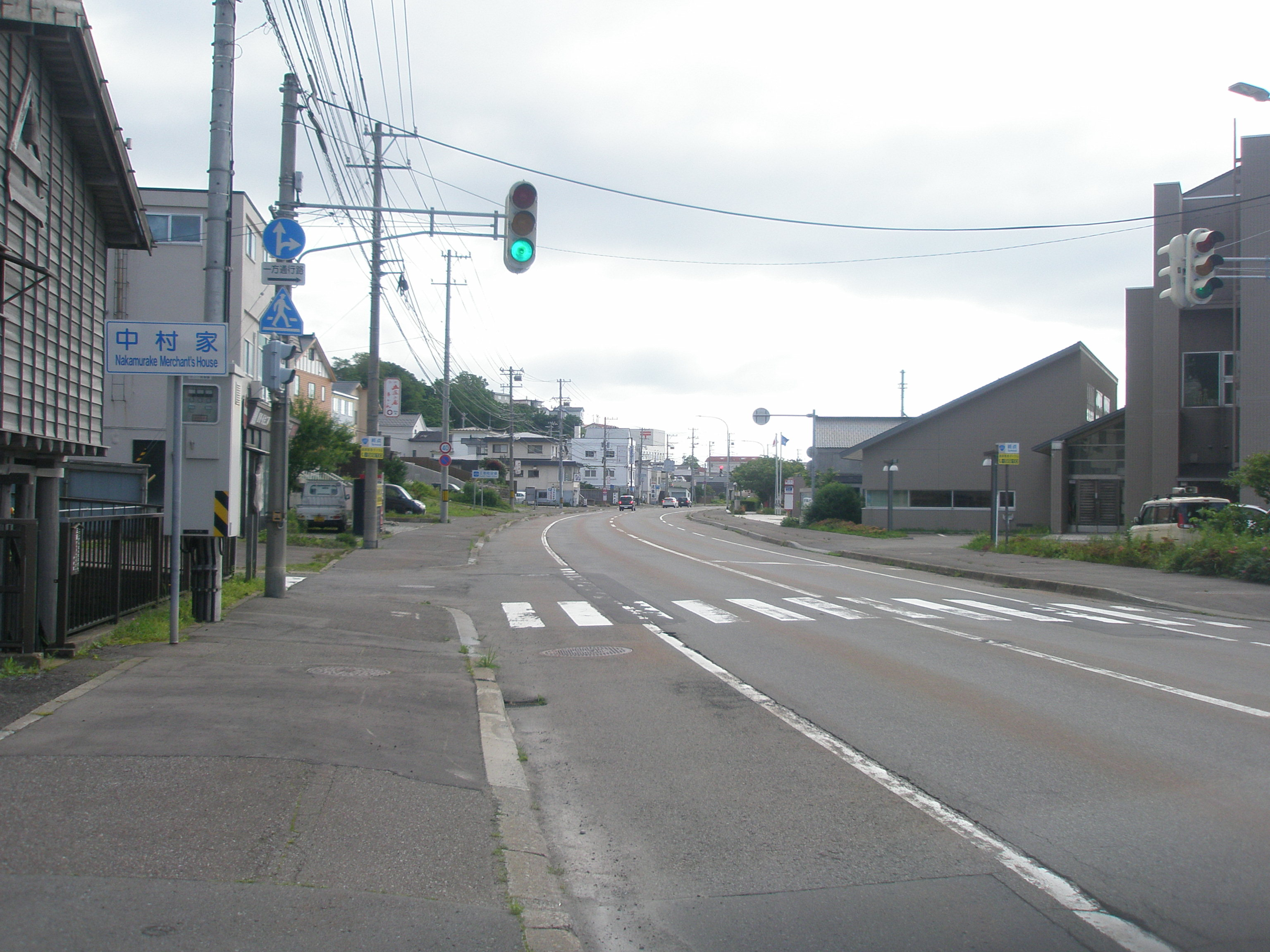
国道227号・終点
江差町役場前・中村家交差点付近

一般国道の路線を指定する政令に基づく起終点および重要な経過地は次のとおり。
- 起点：函館市（函館市万代町9-1・12-12先、万代こ線橋交差点[2][3] = 国道5号交点、国道228号起点、国道280号終点）
- 終点：北海道檜山郡江差町（檜山郡江差町字中歌町22-1先：旧中村家住宅裏手側[2] = 国道228号終点）
- 重要な経過地：北海道上磯郡上磯町[注釈 2]、同道亀田郡大野町[注釈 2]
- 総延長 : 69.8 km（重用延長を含む）[4][注釈 3]
- 重用延長 : 0.0 km[4][注釈 3]
- 未供用延長 : なし[4][注釈 3]
- 実延長 : 69.8 km[4][注釈 3]
  - 現道 : 69.8 km[4][注釈 3]
  - 旧道 : なし[4][注釈 3]
  - 新道 : なし[4][注釈 3]
- 指定区間：全線[5]

## 歴史
終点は指定当初から江差町であるが、政令による終点表記は、1953年（昭和28年）の二級国道指定時は江差郡江差町、1965年（昭和40年）の改正時は「桧山郡江差町」と表記されていた。1993年（平成5年）の改正で現在の表記となった。

### 年表
- 1953年（昭和28年）5月18日 - 二級国道227号函館江差線（函館市 - 北海道江差郡江差町）として指定施行[6]。
- 1965年（昭和40年）4月1日 - 道路法改正により一級・二級区分が廃止されて一般国道227号（函館市 - 北海道桧山郡江差町）として指定施行[1]。

#### 工事・路線変更に伴う年表
参考資料
- 国道227号道路台帳[2]

函館市
- 1966年（昭和41年） - 1969年（昭和44年）：道路改良工事（吉川町 - 上磯町〈現・北斗市〉境界）
- 1966年（昭和41年） - 1969年（昭和44年）：有川跨線橋取付道路工事（港町）

上磯郡上磯町（現・北斗市）
- 1971年（昭和46年） - 1972年（昭和47年）：道路改良工事（函館市境界・字七重浜1丁目・2丁目 - 七重浜2丁目・7丁目）
- 1980年（昭和55年） - 1981年（昭和56年）：道路改良工事（字追分〈現・追分一丁目・2丁目〉 - 大野町字萩野〈現・北斗市萩野〉）
  - この工事に伴って、追分橋と第一久根別橋の架け替えが行われた。
- 1982年（昭和57年）：道路改良工事（字七重浜〈現・七重浜5丁目・6丁目〉 - 追分〈現・追分1丁目・2丁目〉）

亀田郡大野町（現・北斗市）
- 1966年（昭和41年） - 1967年（昭和42年）：中山トンネル工事（字中山 - 厚沢部町字峠下）
- 1967年（昭和42年） - 1970年（昭和45年）：道路改良工事（字市渡 - 厚沢部町字峠下）
  - 上記2つの工事に伴って、下二股橋・天狗橋・下天狗橋・中天狗橋・上天狗橋・大和橋・中山橋が新設され、旧道部分は廃道となった。
- 1982年（昭和57年） - 1988年（昭和63年）：バイパス改良外一連工事（字清水川 - 市渡）
  - 上記区間のバイパス完成後、旧道部分は北海道道96号上磯峠下線・北海道道756号大野上磯線の一部、および北斗市道大野市街通となった。
- 1984年（昭和59年） - 1989年（平成元年）：道路改良工事（字東前 - 清水川）
  - この工事に伴って第二久根別橋の架け替えが行われた。
- 1989年（平成元年） - 事業中：登坂車線新設工事（字中山）
  - この工事に伴って、下二股橋下り側（函館（起点）方向）に橋が増設された。当初は下二股橋に前後して中央分離帯が作られていたが、後に中央分離帯が現在の登坂車線全区間まで延長施工されている。また、現在も中山峠頂上（終点側）方向への登坂車線延長工事が行われている。
- 2000年（平成12年）12月 - 2005年（平成17年）3月：堆雪拡幅工事（字中山）
  - この工事に伴って中央分離帯が設置された。
- 2020年（令和2年） - 事業中：新中山トンネル工事（字中山 - 厚沢部町字峠下）[7][8][9][10]
  - 現在の中山トンネル出入口付近に地すべりの危険があることが判明したため、新ルートとするトンネルの工事。

檜山郡厚沢部町
- 1966年（昭和41年） - 1967年（昭和42年）：道路改良工事（字富栄 - 中網）
- 1967年（昭和42年） - 1972年（昭和47年）：道路改良工事（字木間内 - 鶉）
- 1968年（昭和43年） - 1969年（昭和44年）：道路改良工事（字美和 - 江差町字柳崎）
- 1972年（昭和47年） - 1978年（昭和53年）：道路改良工事（字峠下 - 同木間内）
  - 鶉ダムの建設に伴う路線変更による工事。同工事に伴って旭トンネル・旭橋・稲倉石トンネル・稲倉石橋が新設された。切り替え直後の旧道は一般車両通行止めとなっていたが、ダムの完成後、ダム堤体下流側に鶉ダムオートキャンプ場（ハチャムの森）が開設され、ダム堤体下流側までの区間が町道となった。なお、ダム堤体上流側は水没箇所となっているために現在も通行止めである。
- 1977年（昭和52年） - 1979年（昭和54年）町：道路改良工事（字上の山 - 緑町）
- 1994年（平成6年） - 1995年（平成7年）：視距改良その他工事（字上の山）
  - この工事により線形を改良して視距と急カーブを改善すると同時に新道が設置された。旧道部分は現在は資材置き場として使われている。
- 1994年（平成6年） - 1996年（平成8年）：登坂車線改良外一連工事（字峠下）
  - この工事により、三角沢橋・麓橋（ふもとばし）の上り車線側（函館（起点）方向）に橋が増設された。
- 2002年（平成14年） - 2003年（平成15年）：視距改良工事（字松園〈北海道道634号城丘江差線交点付近〉）
  - この工事により山側を切削し、線形を改良して視距を改善すると同時に拡幅を行い、道道側への右折車線も設置された。

檜山郡江差町
- 1968年（昭和43年）：国道229号交点改良工事（厚沢部町字美和 - 江差町字柳崎）
  - 同箇所においてはその後にも、導流島を撤去して丁字路化する改良工事が行われた[注釈 4]。
- 1970年（昭和45年） - 1971年（昭和46年）：道路改良工事（字田沢町 - 尾山）
  - この改良で海側に新道が作られ、旧道は町道尾山田沢通線となった。
- 1971年（昭和46年） - 1973年（昭和48年）：道路改良工事（字泊町 - 中歌町〈終点〉）
  - 国道228号の江差町 - 上ノ国町間の道路改良工事と共に行われた。この改良で海側に新道が作られ、旧道の泊町・大澗・愛宕町・豊川町および中歌町の一部は町道になり、中歌町の残り部分道路は北海道道5号江差木古内線（現・いにしえ街道）となった後に町に移管された。

## 路線状況

### 通称
- 大野国道
- 追分ソーランライン
- 鶉山道（明治時代以前）
- にしん街道（提唱中/日本海側の沿岸町[注釈 5]）

### 重複区間
- 国道228号・国道280号（函館市万代町・万代跨線橋（起点） - 北斗市七重浜7丁目）

### 道路施設

#### トンネル
- 中山トンネル (580 m)（峠山頂 / 標高353 m）
- 旭トンネル (167 m)
- 稲倉石トンネル (413 m)

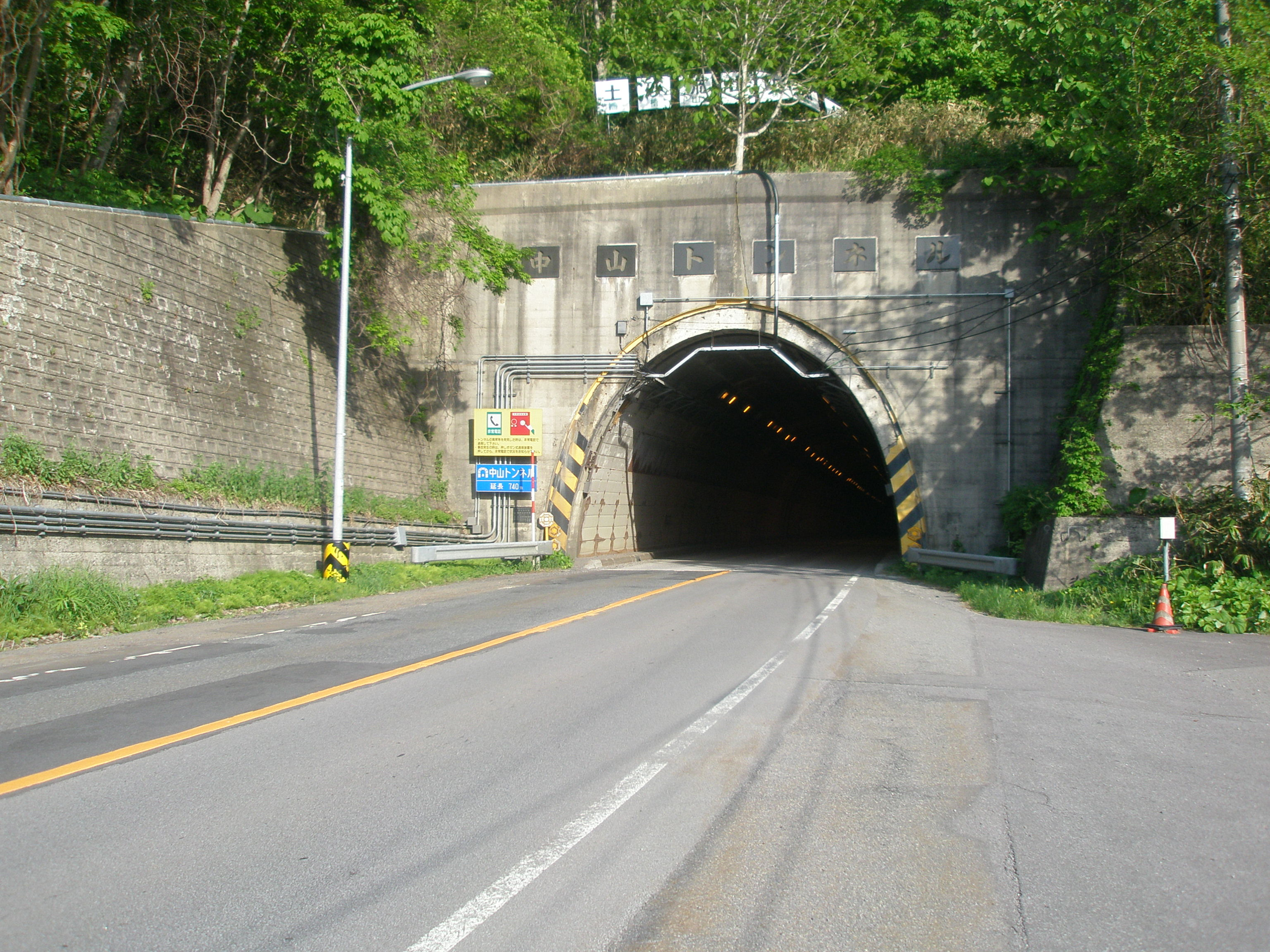
中山トンネル（中山峠）
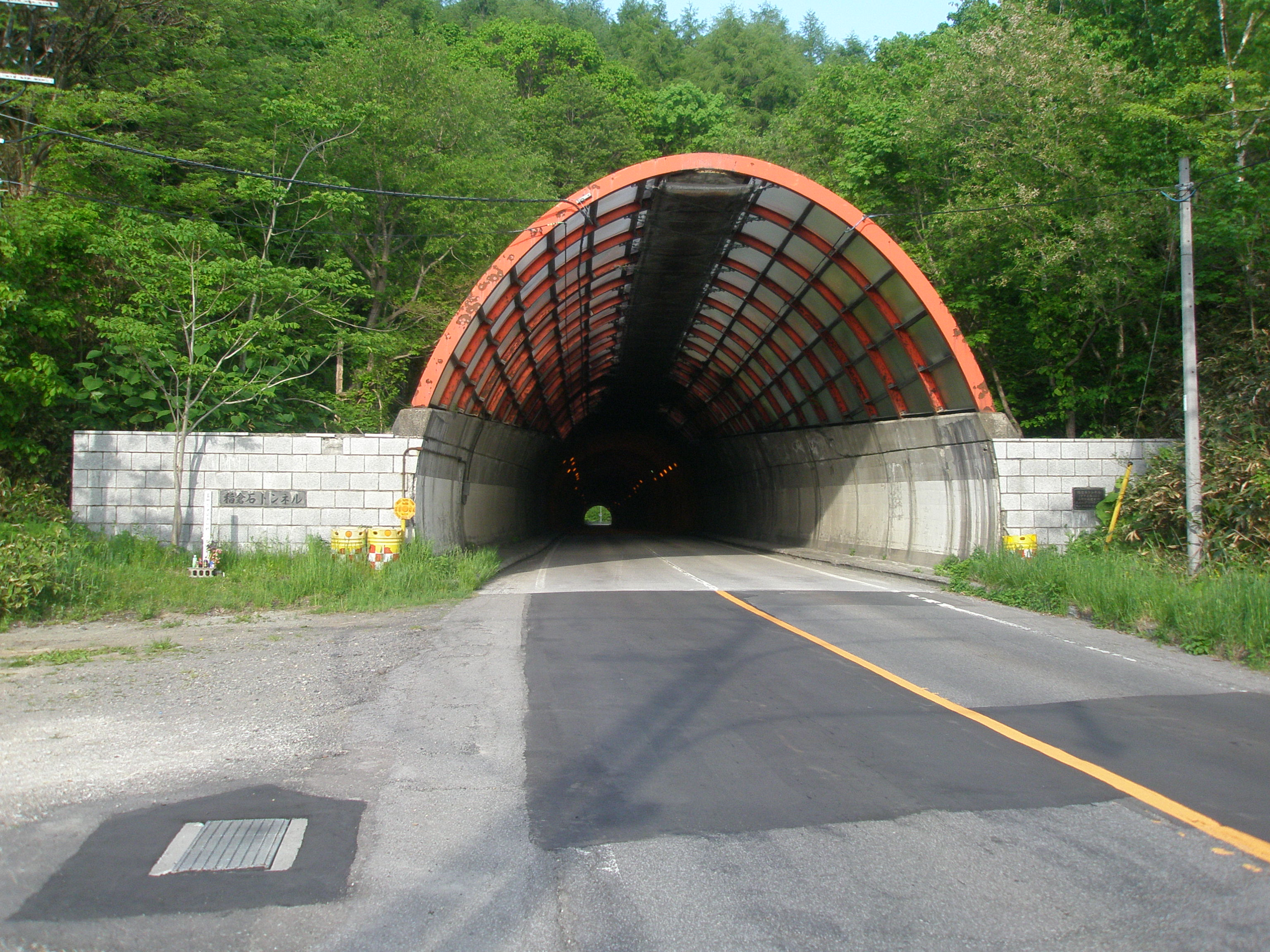
稲倉石トンネル（鶉ダム付近）

#### 道の駅
- 檜山振興局
  - あっさぶ（檜山郡厚沢部町）
  - 江差（檜山郡江差町）

## 地理

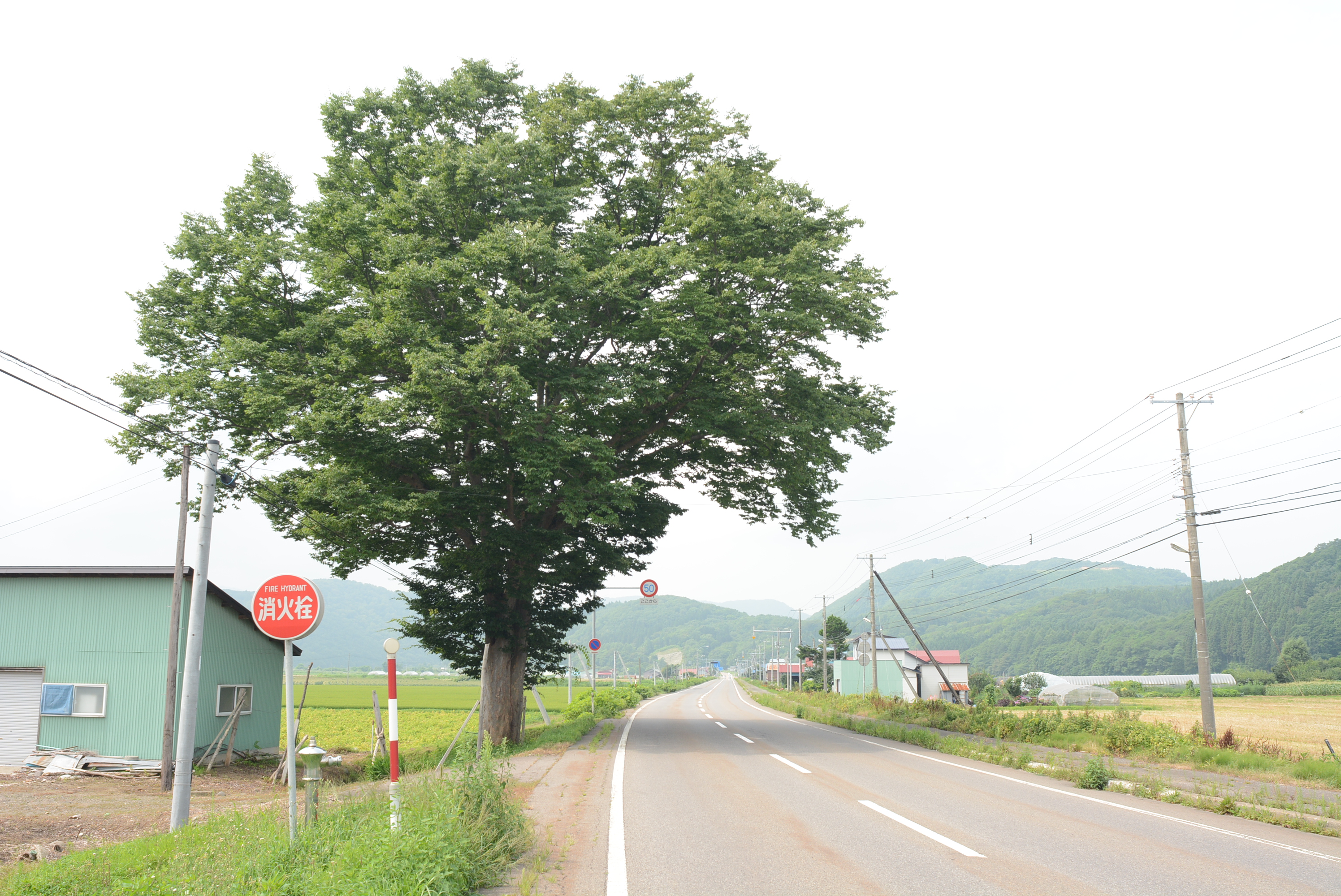
ランドマークにもなっている佐市のケヤキ（檜山郡厚沢部町字鶉）

### 通過する自治体
- 北海道
  - 渡島総合振興局
    - 函館市 - 北斗市

  - 檜山振興局
    - 檜山郡厚沢部町 - 檜山郡江差町

### 交差する道路

#### 渡島総合振興局
函館市
- 国道5号・国道228号・北海道道571号五稜郭公園線：万代町（万代跨線橋、起点）
- 北海道道633号函館港線：北浜町
- 北海道道347号赤川函館線：港町1丁目

北斗市
- 北海道道1067号七重浜停車場線 : 七重浜1丁目
- 国道228号：七重浜7丁目
- 北海道道100号函館上磯線：七重浜6丁目
- 函館江差自動車道北斗追分IC：追分
- 北海道道969号大野大中山線：本町
- 北海道道676号七飯大野線：本町
- 北海道道96号上磯峠下線：市渡
- 北海道道262号新函館北斗停車場線：市渡

#### 檜山振興局
檜山郡厚沢部町
- 北海道道795号共和鶉線：鶉町
- 北海道道29号上磯厚沢部線：鶉
- 北海道道634号城丘江差線：上の山
- 北海道道67号八雲厚沢部線：本町
- 江差町道（基栄橋）：富栄
  - 北海道道935号小黒部鰔川線に間接接続

檜山郡江差町
- 国道229号（国道276号および国道277号重複）：柳崎町
- 北海道道5号江差木古内線（国道228号と共に重複）：中歌町
- 国道228号：中歌町（終点）

### 主な峠
- 中山峠（渡島中山峠）